# Álvaro García (periodista)
Álvaro Christian García del Otero (Barcelona, 25 de septiembre de 1972) es un periodista y locutor español radicado en Chile. Antiguamente se desempeñó como locutor del Buenos días a todos en Televisión Nacional de Chile, donde también fue notero.

## Biografía
Desde que comenzó a vincularse con Buenos días a todos, en el año 2000, se caracterizó por ser un notero que cubría todas las noticias en Chile, y desde 2002 fue el suplente de Patricio Frez, si se ausentaba este último.
En una declaración al diario El Mercurio, estuvo en Colombia, participando del Gran Hermano del Pacífico, en 2005.
El 30 de septiembre de 2011, tras el cierre del último Buenos Días a Todos, bajo la locución de Patricio Frez, más precisamente, la edición número 4790, Mauricio Correa, director de dicho matinal, anunció que Álvaro García, sería el sucesor, puesto que asumió formalmente el 3 de octubre de ese mismo año, teniendo como consecuencia directa, el fin del período de duelo en la mosca de TVN (esto luego del accidente aéreo que sufriera parte del equipo el 2 de septiembre).
En julio de 2016, tras la reformulación del extinto Buenos días a todos cuyo nombre pasó a ser Muy buenos días, García es desvinculado del proyecto tras 15 años en la estación estatal.